# Беннетт, Кэролин
Кэролин Беннетт (англ. Carolyn Bennett; род. 20 декабря 1950, Торонто) — канадский врач, политический и государственный деятель. Член Палаты общин Канады от Либеральной партии с 1997 года. Министр психического здоровья и наркологии в министерстве здравоохранения Канады (2021—2023), министр по делам отношений между Короной и коренным населением (2015—2021), государственный министр по делам общественного здравоохранения (2003—2006).

## Биография
Кэролин Беннетт родилась в Торонто 20 декабря 1950 года. В 1974 году окончила медицинский факультет Университета Торонто.
На протяжении 20 лет работала семейным врачом в больнице Веллесли и больнице женского колледжа в Торонто. Была партнёром-основателем компании Bedford Medical Associates в центре Торонто. Также была научным сотрудником («ассистент-профессором», assistant professor) в Университете Торонто.
Боролась за сохранение Women's College Hospital в Торонто, что вдохновило её заняться политикой.
На федеральных выборах 1997 года Беннетт была избрана в Палату общин как член Либеральной партии. Она обошла своего ближайшего соперника почти на 15 тысяч голосов. Переизбиралась на выборах 2000, 2004, 2006, 2008, 2011, 2015, 2019 и 2021 годов в округе Торонто — Сент-Пол.
12 декабря 2003 года была назначена государственным министром общественного здравоохранения.
4 ноября 2015 года Беннетт заняла должность министра по делам отношений между Короной и коренным населением в кабинете министров, возглавляемом Джастином Трюдо.
26 октября 2021 года заняла должность министра психического здоровья и наркологии в министерстве здравоохранения Канады.
26 июля 2023 года в ходе серии кадровых перемещений в правительстве Трюдо исключена из Кабинета.
Известна своей решительной поддержкой Израиля.
В 2000 году издана книга Kill or Cure?: How Canadians Can Remake Their Health Care System?, которую она написала в соавторстве с журналистом Риком Арчбольдом (Rick Archbold).

## Награды
В 1986 году получила Крест «За заслуги» Королевского общества спасения жизни Канады. В 2002 году она удостоена премии EVE от НКО Equal Voice за вклад в продвижение женщин в политике. В 2003 году получила первую в истории премию чемпиона по психическому здоровью от Канадского альянса по психическим заболеваниям и психическому здоровью (CAMIMH).

## Личная жизнь
Кэролин Беннетт замужем за канадским кинопродюсером Питером О’Брайаном (Peter O’Brian). У пары двое сыновей — Джек (Jack) и Бен (Ben).